# Groß-Bieberau
Groß-Bieberau település Németországban, Hessen tartományban. Lakosainak száma 4762 fő (2023. december 31.). Groß-Bieberau Ober-Ramstadt, Reinheim, Modautal, Fischbachtal és Brensbach községekkel határos.

## Népesség
A település népességének változása:
| Lakosok száma | 4690 | 4665 | 4693 | 4782 | 4762 |
|               | 2017 | 2019 | 2021 | 2022 | 2023 |